# Škoda Solaris 26Tr
Škoda 26Tr Solaris е 12-метров нископодов тролейбус, произвеждан съвместно от Škoda Electric и Solaris Bus & Coach. Каросериите се произвеждат в завода на Solaris в град Болехово, Полша, след което в завода на Škoda Electric в Пилзен се извършва монтиране на електрооборудването и окончателната сглобка. По този начин се произвеждат и моделите Škoda Solaris 27Tr, Škoda Solaris 28Tr, Škoda 24Tr Irisbus и Škoda 25Tr Irisbus (с каросерии на Irisbus), Škoda 30Tr SOR и Škoda 31Tr SOR (с каросерии на SOR).
Тролейбусът Škoda 26Tr Solaris по нищо не се различава от тролейбуса Solaris Trollino 12.

## История
Прототипът на Škoda Solaris 26Tr е произведен през 2009 година в чешкия град Пилзен. През същата година започват тестовете на тролейбуса в реални условия с пътници в чешкия град Ихлава. Тролейбусът Škoda Solaris 26Tr използва каросерия на автобус Solaris Urbino 12.
В България тролейбуси от този модел се доставят за първи път в София през 2010 година. Поръчката е за 30 тролейбуса на обща стойност 13 500 000 евро. През 2014 г. са доставени още 100 тролейбуса за Плевен, Варна, Бургас и Стара Загора.

## Технически параметри
Дължината на тролейбуса е 12 m. Той може да побере 34 седящи и 68 правостоящи пътници. Превозното средство разполага с тягов двигател с мощност 160 kW, който задвижва задната ос. Някои тролеи разполагат и с резервен дизелов двигател. Тролейбусите разполагат с климатик.
Тролейбусът Škoda 26Tr Solaris има следните технически характеристики:
- Каросерия: използва каросерията на автобуса Solaris Urbino 12
- Дължина/ширина/височина: 12 000/2550/3490 mm;
- Тегло: от 11 300 до 18 000 kg;
- Височина на вратите: 320/330 mm;
- Максимална скорост: 65 km/h, макар че някои източници показват 70 – 75 km/h;
- Седалки: 34;
- Места за правостоящи: 68;
- Предна ос: ZF RL 85A, твърди, портал;
- Задвижване на задния мост: ZF 132 AVN;
- Тягов двигател: 160 kW асинхронен;
- Отопление: Вода с електрическа топлина.

## Škoda 26Tr Solaris за Плевен, Варна, Бургас и Стара Загора
Тролейбусите за тези градове са доставени по силата на договор, сключен между Бургасбус и Škoda Electric. Финансирането е осигурено от програма на Европейския съюз. Общата бройка на произведените тролейбуси за тези градове е 100. За Плевен тролейбусите са 40 броя, за Бургас – 22 броя, за Варна – 30 броя и за Стара Загора – 8 броя. Всички тролейбуси разполагат с помощен дизелов двигател и климатик. Тролейбусите се различават единствено по цвета на каросерията (например София, Плевен – синьо и жълто, Бургас, Варна – синьо и бяло, Стара Загора – зелено и бяло). Стара Загора по-късно поръчва допълнително 14 тролейбуса Solaris Trollino 12, с които да подмени изцяло тролейбусния си парк.

## Разпространение
| Държава  | Град         | Количество | Доставени |
| -------- | ------------ | ---------- | --------- |
| България | София        | 30         | 30        |
| България | Плевен       | 40         | 40        |
| България | Бургас       | 22         | 22        |
| България | Варна        | 30         | 30        |
| България | Стара Загора | 8          | 8         |
| Чехия    | Ихлава       | 23         | 23        |
| Чехия    | Пилзен       | 24         | 24        |
| Чехия    | Острава      | 13         | 13        |
| Чехия    | Опава        | 13         | 13        |
| Чехия    | Пардубице    | 10         | 10        |
| Чехия    | Теплице      | 6          | 6         |
| Чехия    | Злин         | 5          | 5         |
| Чехия    | Бърно        | 7          | 5         |
| Словакия | Жилина       | 3          | 3         |
| Румъния  | Галац        | 14         | 14        |
| Общо     | Общо         | 282/282    | 282/282   |

## Галерия
- Škoda 26Tr в София
- Škoda 26Tr в София
- Škoda 26Tr в Плевен
- Škoda 26Tr в Плевен
- Škoda 26Tr в Бургас по линия Т2
- Škoda 26Tr в Пилзен
- Škoda 26Tr в Теплице
- Škoda 26Tr в Острава
- Škoda 26Tr в Острава
- Škoda 26Tr кабина
- Škoda 26Tr салон
- Škoda 26Tr в Теплице
- Škoda 26Tr в Ихлава
- Škoda 26Tr в Бърно
- Škoda 26Tr в Бърно